# Joelia Savitsjeva
Joelia Stanislavovna Savitsjeva (Russisch: Юлия Станиславовна Савичева; Koergan, 14 februari 1987) is een Russische zangeres. 

## Biografie
Joelia Savitsjeva werd geboren in een muzikale familie in Koergan, zuidwest Siberië. Haar moeder was pianist en lerares aan een muziekschool en haar vader Haar vader was een drummer en drumde onder meer in de rockband Konvoj van Maksim Fadejev. Op haar vierde maakte Savitsjeva haar podiumdebuut tijdens een optreden van diezelfde band. 
In 1994 verhuisde de familie naar Moskou. Daar speelde Savitsjeva onder meer hoofdrollen in een aantal theatervoorstellingen en toneelstukken. Toen haar vader met samen met de zangeres Linda aan een album mocht werken, mocht Savitsjeva de introductietekst van het liedje Sdelaj tak en mocht ook meespelen in de videoclip van het nummer. 
In 2003 begon Savitsjeva een nieuwe fase in haar carrière, namelijk die van zangeres. Ze nam deel aan Fabrika Zvjozd, een Russische talentenjacht. Ze doorliep de voorrondes met gemak, maar werd uitgeschakeld in de halve finales. Enkele van de liedjes die ze zong tijdens deze talentjacht, zoals Korabli, Vysoko en Prosti za ljoebov werden hits. 
Op 10 maart 2004 werd bekendgemaakt dat Savitsjeva door Pervyj Kanal intern was geselecteerd om Rusland op het Eurovisiesongfestival 2004 in Turkije te vertegenwoordigen. Negen dagen later werd bekend dat het liedje Believe me zou heten. Omdat Rusland het jaar ervoor bij de beste tien zat hoefde Savitsjeva niet deel te nemen aan de halve finale. Tijdens de finale eindigde ze op een elfde plaats, met 67 punten. 
Amper een jaar na haar deelname aan het Eurovisiesongfestival bracht ze haar debuutalbum Vysoko uit. Om haar bekendheid te vergroten ging ze op tournee door Rusland, waarbij ze zowel steden als dorpen bezocht. 
Ze nam deel aan de Russische versie van Sterren Dansen op het IJs in 2008. Haar partner hierbij was Jérôme Blanchard, voormalig Frans kampioen paardansen. Hoe verder het programma vorderde, des te meer moeilijke elementen moesten toegevoegd worden aan de kür. Door het vele trainen raakte Savitsjeva geblesseerd aan haar onderste buikspieren en moest afhaken van het programma. Een jaar later nam ze weer deel aan een dansprogramma. Dit keer was het de Russische versie van Strictly Come Dancing. In juni 2009 wist ze samen met haar danspartner Evgeni Papoenaisjvili het programma te winnen. In 2013 nam ze onder andere deel aan de Russische versies van Korenslag en Soundmixshow. 

## Privéleven
Op 23 oktober 2014 trouwde Savitsjeva met componist Aleksandr Arsjinov.

## Discografie

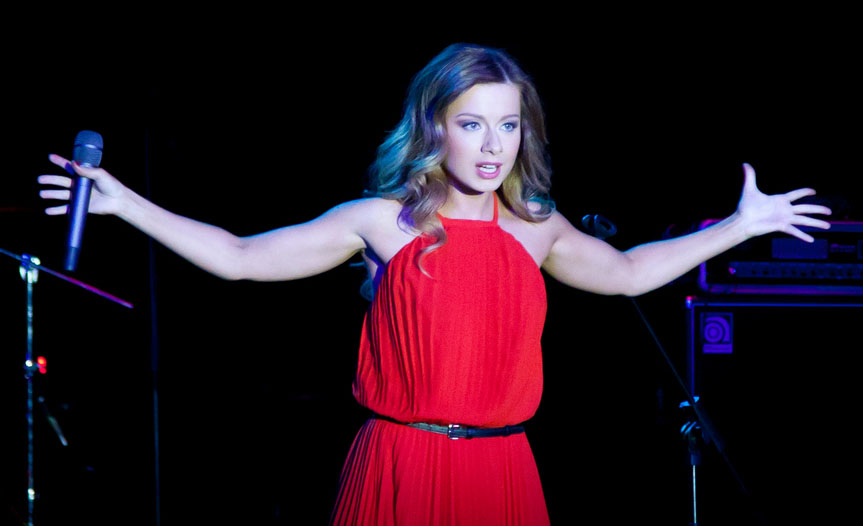
Savitsjeva tijdens een concert in 2013.

### Albums
- 2005 - Vysoko
- 2005 - Jesli v serdtse zjivjot ljoebov
- 2006 - Magnit
- 2008 - Origami
- 2009 - Pervaja ljoebov
- 2012 - Serdtseviennie
- 2014 - Litsjnoje...

### Singles
- 2004 - Vysoko
- 2004 - Korabli
- 2004 - Believe me
- 2004 - Prosti za ljoebov
- 2005 - Stop
- 2005 - Jesli v serdtse zjivjot ljoebov
- 2005 - Kak tvoi dela?
- 2006 - Privet
- 2006 - Malo
- 2007 - Ljotkie
- 2007 - Nikak
- 2007 - Ljoebov-Moskva
- 2008 - Zima
- 2008 - Polovinka
- 2008 - Nastja
- 2009 - Goodbye ljoebov
- 2009 - Korabli (met T9)
- 2010 - Moskva - Vladivostok
- 2010 - Skazji mne, tsjto takoje ljoebov
- 2011 - Otpoesti
- 2011 - Serdtseviennie
- 2012 - Joelia
- 2013 - Ja tak tebja zjdoe
- 2014 - Nevesta
- 2014 - Ljoebit bolsjem netsjem
- 2015 - Prosti
- 2016 - Moj poet
- 2017 - Malysj

- Gemeinsame Normdatei: 135443717
- International Standard Name Identifier: 0000 0000 5867 4738
- MusicBrainz: 5e71af4b-38b6-4235-8510-1349a139ec97
- Virtual International Authority File: 80187525
- WorldCat: E39PBJdGKy6TW4CD3kF8TkPbBP

1994: Joeddiph · 
1995: Filipp Kirkorov · 
1997: Alla Poegatsjova · 
2000: Alsou · 
2001: Moemi Troll · 
2002: Premjer Ministr · 
2003: t.A.T.u. · 
2004: Joelia Savitsjeva · 
2005: Natalja Podolskaja · 
2006: Dima Bilan · 
2007: Serebro · 
2008: Dima Bilan · 
2009: Anastasija Prychodko · 
2010: Pjotr Nalitsj · 
2011: Aleksej Vorobjov · 
2012: Boeranovskije Baboesjki · 
2013: Dina Garipova · 
2014: The Tolmachevy Twins · 
2015: Polina Gagarina · 
2016: Sergej Lazarev · 
2018: Joelia Samojlova · 
2019: Sergej Lazarev · 
2021: Manizja